# Orden des Estnischen Roten Kreuzes

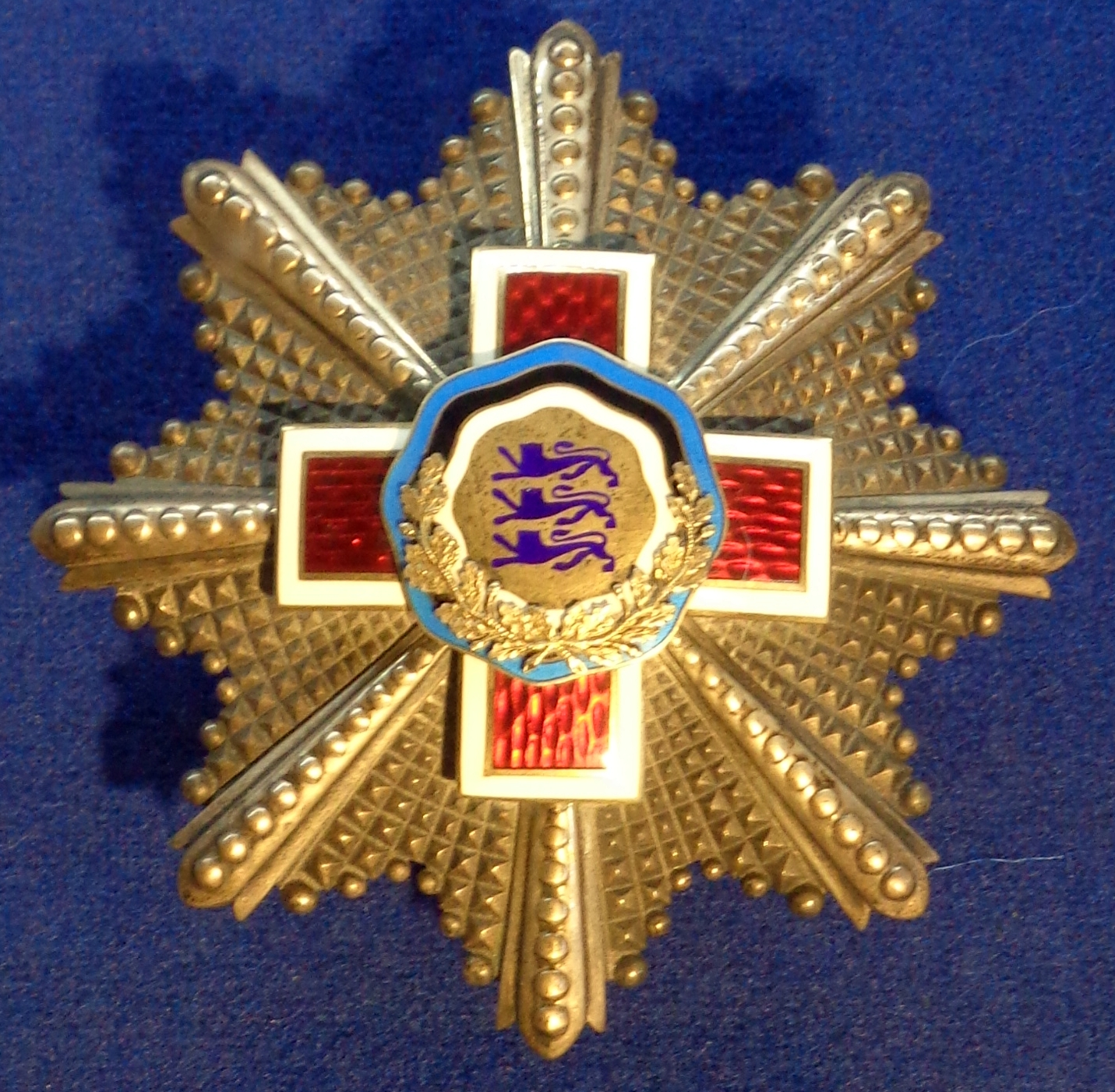
Bruststern zum Großkreuz

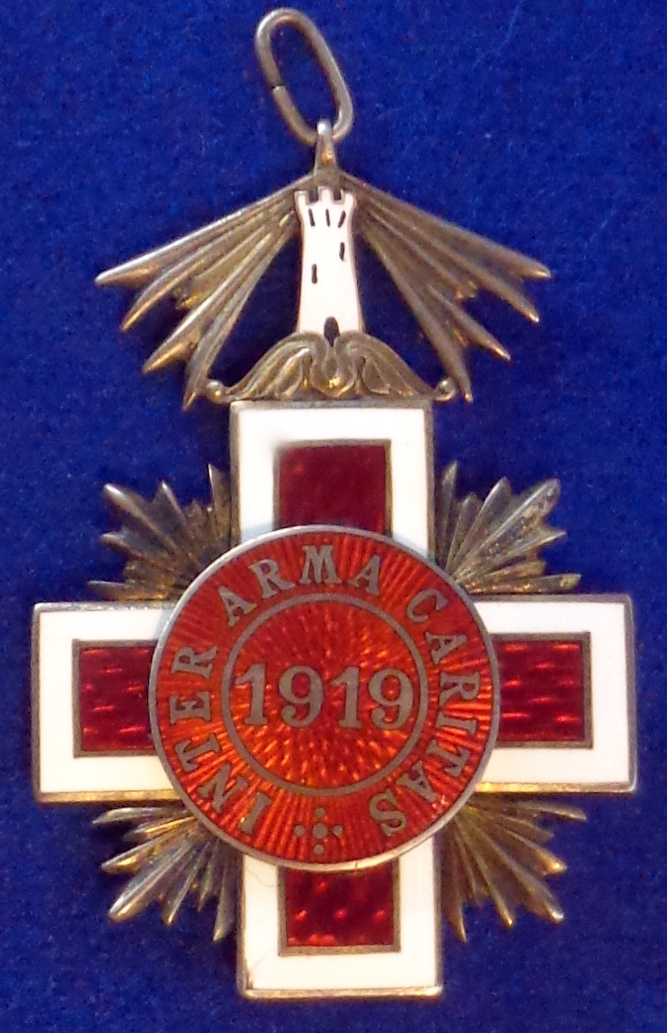
Ordenskreuz

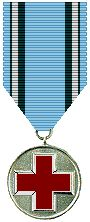
Orden des Estnischen Roten Kreuzes (Medaille)

Der Orden des Estnischen Roten Kreuzes (estnisch Eesti Punase Risti teenetemärk) ist ein staatlicher Verdienstorden der Republik Estland.

## Geschichte
Der Orden des Estnischen Roten Kreuzes wurde am 6. August 1920 ins Leben gerufen. Von 1920 bis 1936 wurde er von der Estnischen Rotkreuz Gesellschaft (Eesti Punase Risti Selts) verliehen. Mit Inkrafttreten des estnischen Ordensgesetzes am 7. Oktober 1936 wurde er ein staatlicher Verdienstorden der Republik Estland.

## Verleihung
Der Orden des Estnischen Roten Kreuzes wird Esten und Ausländern durch den estnischen Staatspräsidenten zum estnischen Unabhängigkeitstag im Februar eines jeden Jahres verliehen. Er würdigt Verdienste auf dem Gebiet von Gesundheit und Sozialwesen zum Gemeinwohl des estnischen Volkes sowie den persönlichen Einsatz zur Rettung von Menschenleben.
Der Verdienstorden wird heute in sechs Ordensstufen verliehen: in fünf Grundstufen (I. als höchste Stufe) und als Medaille (als niedrigste Stufe).
- I. Klasse
- II. Klasse
- III. Klasse
- IV. Klasse
- V. Klasse
- Medaille

## Statistik
Der Orden des Estnischen Roten Kreuzes wurde von 1920 bis 1936 insgesamt 1980 Mal verliehen (an 1272 Esten und 708 Ausländer aus insgesamt 23 Staaten). Von Oktober 1936 bis zur ersten sowjetischen Besetzung Estlands im Juni 1940 wurde er 1466 Mal verliehen (davon nur 93 Mal an Ausländer aus 16 Staaten). Zwischen 1925 und 1928 war er der einzige Verdienstorden, der von der Republik Estland verliehen wurde.